# آن لورني غيليز
آن لورني غيليز (بالإنجليزية: Anne Lorne Gillies)‏ هي مغنية وصحفية بريطانية، ولدت في 21 أكتوبر 1944 في إستيرلينغ في المملكة المتحدة.

## وصلات خارجية
- الموقع الرسمي
- آن لورني غيليز على موقع ميوزك برينز (الإنجليزية)
- آن لورني غيليز على موقع ديسكوغز (الإنجليزية)